# Phalaenopsis lueddemanniana
Phalaenopsis lueddemanniana es una orquídea del género de Phalaenopsis de la subfamilia Epidendroideae de la familia Orchidaceae. Son nativas del sudoeste de Asia.

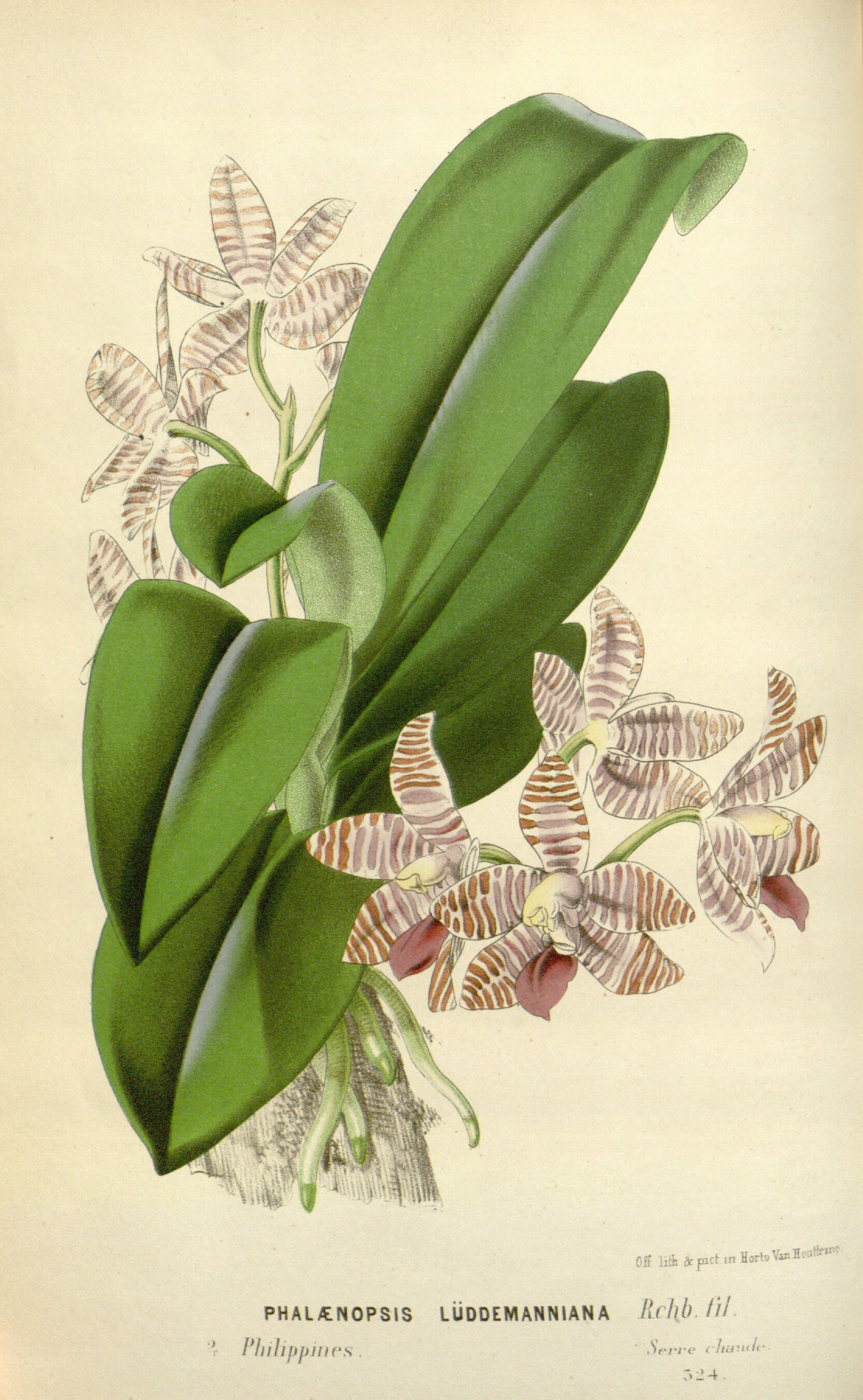
Ilustración

## Descripción
Es una planta de pequeño a mediano tamaño; son epífitas  con un tallo erecto o ascendente envuelto en hojas como vainas, elípticas, obovadas a oblongo-elípticas, carnosas, con ápice agudo o obtuso, prefiriendo  ambiente caluroso con abundante agua durante todo el año y  bajos niveles de luz. Esta especie tiene de 3 a 5 flores fragantes, duraderas, carnosas y cerosas que florecen  en la primavera y el verano a través de una inflorescencia casi erecta que cuelga de un tallo de 30 cm de largo, grueso, suculento, en racimo o en panículas, con muchas flores, y que es mucho más larga que las hojas con pequeñas brácteas aovado-triangulares.

## Hábitat y distribución
La especie crece en los bosques de tierras bajas de Filipinas en alturas inferiores a 100 m s. n. m. .

## Taxonomía
Phalaenopsis lueddemanniana fue descrita por Heinrich Gustav Reichenbach y publicado en Botanische Zeitung (Berlin) 23: 214. 1862.
Etimología
Phalaenopsis: nombre genérico que procede del griego phalaina = “mariposa” y opsis = “parecido”, debido a las inflorescencias de algunas especies, que recuerdan a mariposas en vuelo. Por ello, a las especies se les llama “orquídeas mariposa”.
lueddemanniana: epíteto  nombrado en honor de Lueddemann recolector de orquídeas francés.
Variedades
- Phalaenopsis lueddemanniana var. hieroglyphica Rchb.f., 1887
- Phalaenopsis lueddemanniana var. pulchra Rchb.f., 1867
- Phalaenopsis lueddemanniana var. purpurea Ames & Quisumb, 1932[3]

Sinonimia
- Phalaenopsis lueddemannii  Náves, 1880
- Phalaenopsis lueddemanniana var. delicata Rchb.f., 1865
- Phalaenopsis lueddemanniana var. ochrata Rchb.f., 1865
- Phalaenopsis lueddemanniana var. ochracea Rchb.f., 1865
- Phalaenopsis ochracea [Rchb.f] Carriere ex Stein, 1892
- Polychilos lueddemanniana (Rchb.f.) Shim, 1982[4][5]